# Jack Buchanan
Pour les articles homonymes, voir Buchanan.
Ne pas confondre avec Jake Buchanan.
Jack Buchanan est un acteur, producteur, scénariste et réalisateur britannique né le 2 avril 1891 à Helensburgh ( Écosse), mort le 20 octobre 1957 à Londres (Royaume-Uni).

## Biographie
À Paris, il joue dans la revue Tout feu...Tout flemme, d'Albert Willemetz, avec Phyllis Monkman, Aimé Simon-Girard, Nina Myral et Loulou Hégoburu au Casino de Paris,. Phyllis Monkman l'accompagne souvent sur scène et elle apparaît dans un film muet Her Heritage (en) avec lui en 1919.

## Filmographie

### comme acteur
- 1917 : Auld Lang Syne : Vane
- 1919 : Her Heritage : Bob Hales
- 1923 : The Audacious Mr. Squire : Tom Squire
- 1925 : A Typical Budget
- 1925 : Settled Out of Court : The Husband
- 1925 : The Happy Ending : Captain Dale Conway
- 1925 : Bulldog Drummond's Third Round : Captain Hugh Drummond
- 1927 : Toni
- 1927 : Confetti
- 1929 : Le Mirage de Paris (Paris) de Clarence G. Badger : Guy Pennell
- 1930 : Monte-Carlo : Count Rudolph Falliere a.k.a. Rudy the hairdresser
- 1931 : A Man of Mayfair : Lord William
- 1932 : Good Night, Vienna : Captain Maximilian Schletoff
- 1933 : Yes, Mr. Brown : Nicholas Baumann
- 1933 : That's a Good Girl : Jack Barrow
- 1935 : Come Out of the Pantry : Lord Robert Brent
- 1935 : Brewster's Millions (en) de Thornton Freeland : Jack Brewster
- 1936 : This'll Make You Whistle : Bill Hoppings
- 1936 : Limelight
- 1936 : When Knights Were Bold : Sir Guy De Vere
- 1937 : Smash and Grab : John Forrest
- 1938 : The Sky's the Limit : Dave Harber
- 1938 : Fausses Nouvelles (Break the News) : Teddy Enton
- 1939 : The Gang's All Here : John Forrest
- 1939 : Alias the Bulldog
- 1940 : The Middle Watch : Captain Maitland
- 1940 : Bulldog Sees It Through : Bill Watson
- 1947 : Jack Armstrong : Blackburn, aeroglobe pilot [Chs. 3-6,14]
- 1950 : Cody of the Pony Express : Gil Norris (realy station agent) [Chs.1-3,8-9]
- 1953 : Tous en scène (The Band Wagon) : Jeffrey Cordova
- 1954 : Max Liebman Presents: Spotlight (TV) : Guest
- 1955 : Josephine and Men : oncle Charles Luton
- 1955 : L'Abominable Invité (As Long as They're Happy) : John Bentley
- 1955 : Les Carnets du major Thompson : maj. Thompson

### comme producteur
- 1937 : Smash and Grab
- 1938 : Sweet Devil
- 1938 : The Sky's the Limit
- 1943 : Happidrome

### comme scénariste
- 1933 : Yes, Mr. Brown
- 1933 : That's a Good Girl
- 1938 : The Sky's the Limit

### comme réalisateur
- 1933 : Yes, Mr. Brown
- 1933 : That's a Good Girl
- 1938 : The Sky's the Limit